# Bill-Grah-Park

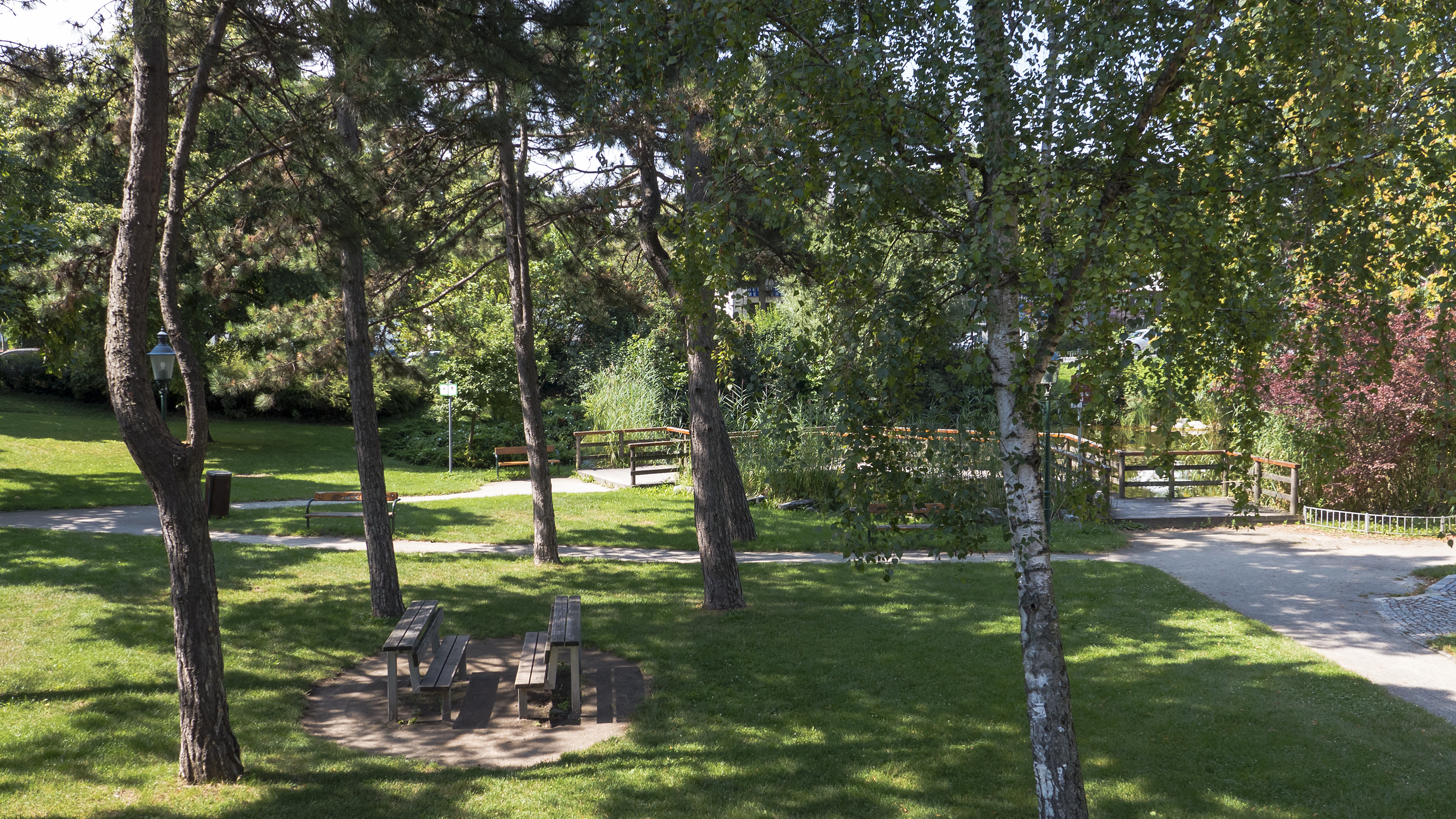
Bill-Grah-Park

Der Bill-Grah-Park ist eine Parkanlage im Bezirksteil Essling des 22. Wiener Gemeindebezirks Donaustadt. Er liegt im historischen Ortskern von Essling und ist nach dem deutschen Jazzmusiker Bill Grah benannt.

## Geschichte

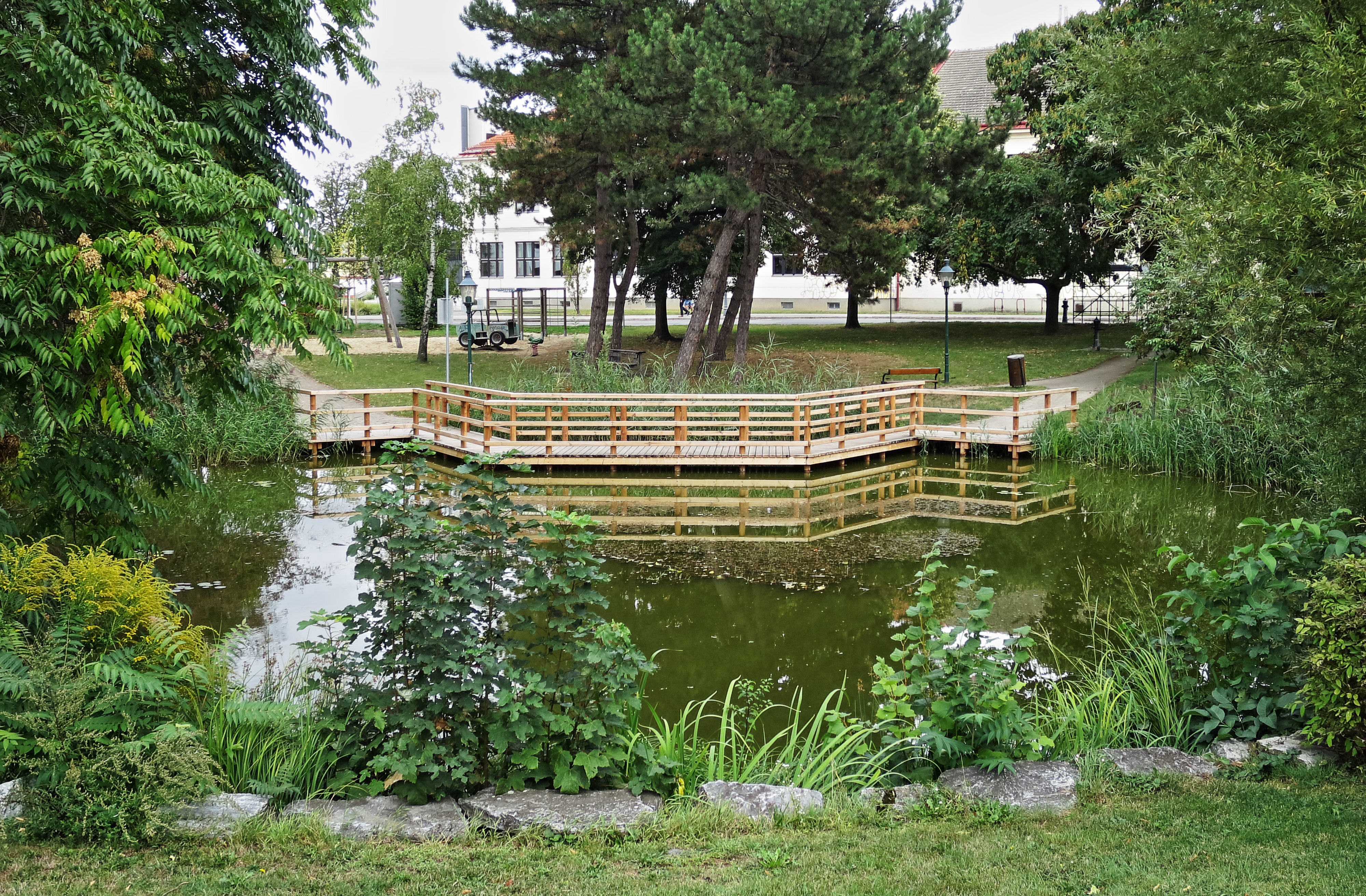
Teich im Bill-Grah-Park

Im Bereich des heutigen Bill-Grah-Parks befand sich spätestens Anfang des 19. Jahrhunderts der Löschteich der Ortschaft Essling. Eine erhebliche Verkleinerung des Teiches erfolgte 1934, dabei erhielt er seine heutige, runde Form. 1992 wurde der Teich renaturiert und die ihn umgebende Grünfläche zu einem kleinen Park umgestaltet. Die Gasse, die den Park östlich begrenzt, wurde 1997 nach dem in Essling aufgewachsenen Jazzmusiker Fatty George benannt. Aufgrund eines Gemeinderatsbeschlusses vom 9. März 1999 erfolgte eine Benennung des Parks nach dem deutschen Jazzpianisten und -vibraphonisten Bill Grah, der ab 1955 im 22. Bezirk lebte und unter anderem mit Fatty George zusammengearbeitet hatte.

## Lage und Beschreibung

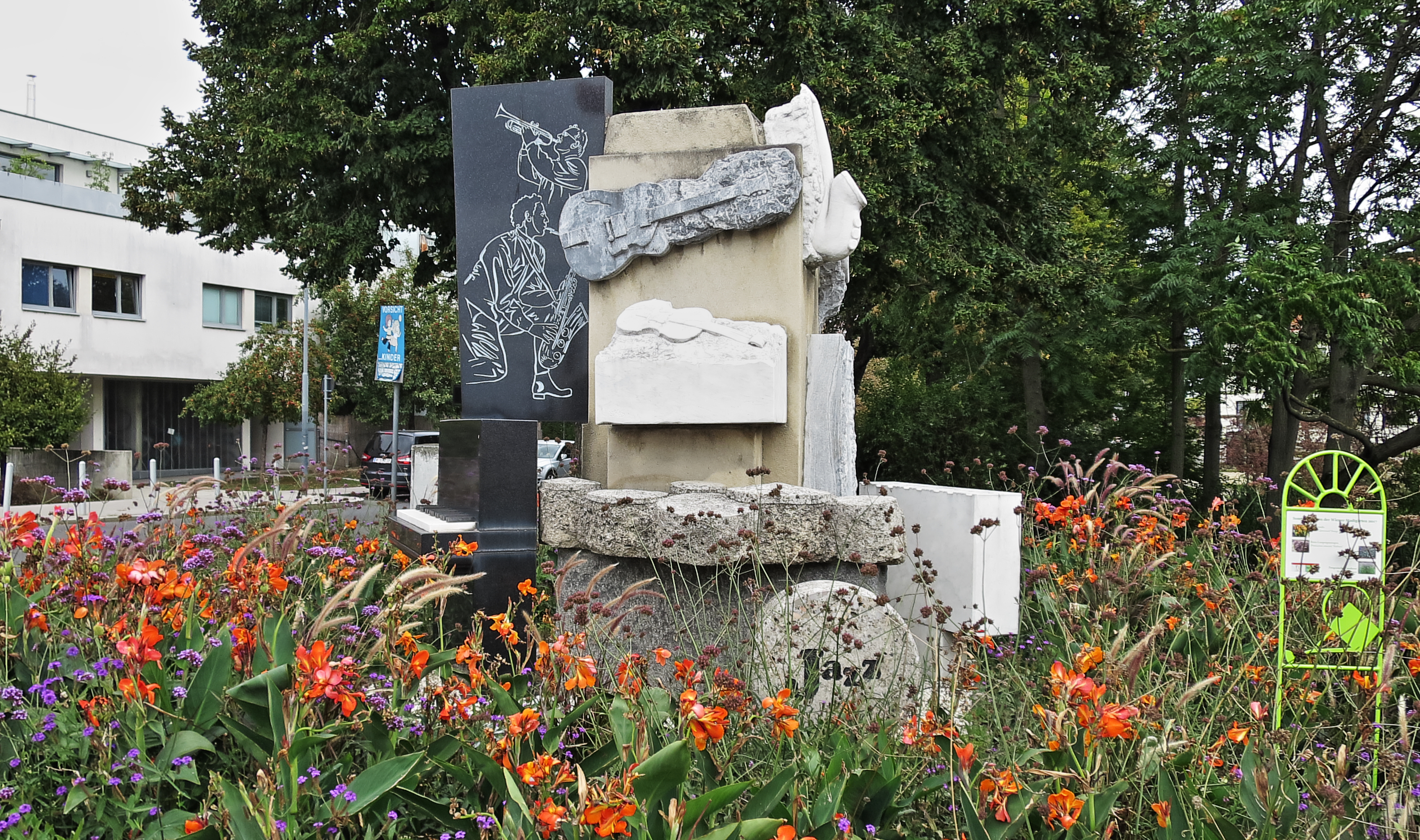
Jazzskulptur

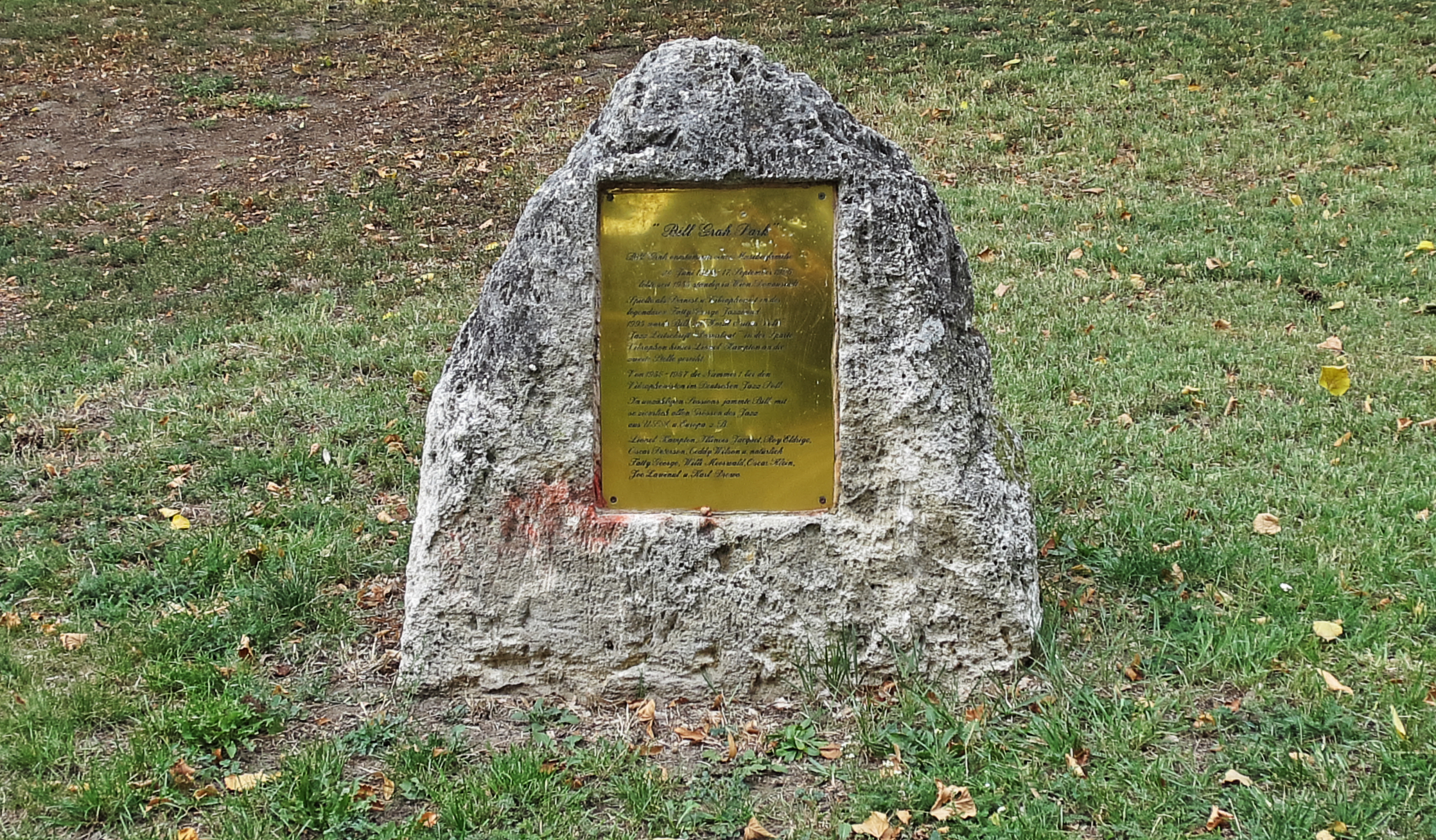
Gedenkstein für Bill Grah

Der etwa 3680 m² große Bill-Grah-Park hat eine annähernd dreieckige Grundfläche und wird von der Esslinger Hauptstraße, Gartenheimstraße und Fatty-George-Gasse begrenzt. Im mittleren bis westlichen Bereich des Parks befindet sich der Bill-Grah-Park-Teich, in den ein Holzsteg im Verlauf eines Gehwegs ragt. Zur besseren Sauerstoffversorgung der Tiere, die im Teich leben, gibt es einen Wasserkreislauf, dessen Kaskade sich im nördlichen Uferbereich befindet. Vom Gehsteigniveau am Rande des Parks ausgehend, weist dieser ein Gefälle hin zu dem tiefer liegenden Teich auf. Weiters gibt es einige Parkbänke und einen nicht eingezäunten Spielplatz mit ein paar Spielgeräten für Kinder. Einem Salettl, das vor allem als Treffpunkt für Jugendliche diente und nach wiederholtem Vandalismus 2009 schließlich von Unbekannten zerstört wurde, folgte 2010 eine robuste, vandalismusresistentere Variante mit begrüntem Dach.
Im westlichen Eck des Parks befindet sich die am 3. September 2000 enthüllte Jazzskulptur. Auf Initiative des Jazz-Liebhabers Roman Kuntner wurde die fast drei Meter hohe und etwa elf Tonnen schwere Skulptur von Leopold Grausam und Lehrlingen der Steinmetzwerkstätte der Friedhöfe Wien angefertigt. Sie zeigt die wichtigsten im Jazz verwendeten Musikinstrumente und ist von einem Blumenbeet und einem niedrigen Zaun umgeben.
Ein Gedenkstein am Rande eines Gehwegs erinnert an Bill Grah. Eine Inschriftentafel aus Metall enthält eine Kurzbiografie von Grah und beschreibt dessen musikalisches Wirken (siehe Liste der Gedenktafeln und Gedenksteine in Wien/Donaustadt).
Südlich des Parks, jenseits der Esslinger Hauptstraße, befindet sich mit dem Jazzpark Essling ein weiterer Ort in Essling, der dem Jazz gewidmet ist. Der Verein Kulturfleckerl Essling, der im Jazzpark den Kulturstadl und das Jazzmuseum Fatty George Jazzmus betreibt, veranstaltet seit dem Jahr 2000 ein jährliches Maibaumfest mit Jazzmusik, bei dem im Bill-Grah-Park ein Maibaum aufgestellt wird.

## Baumbestand

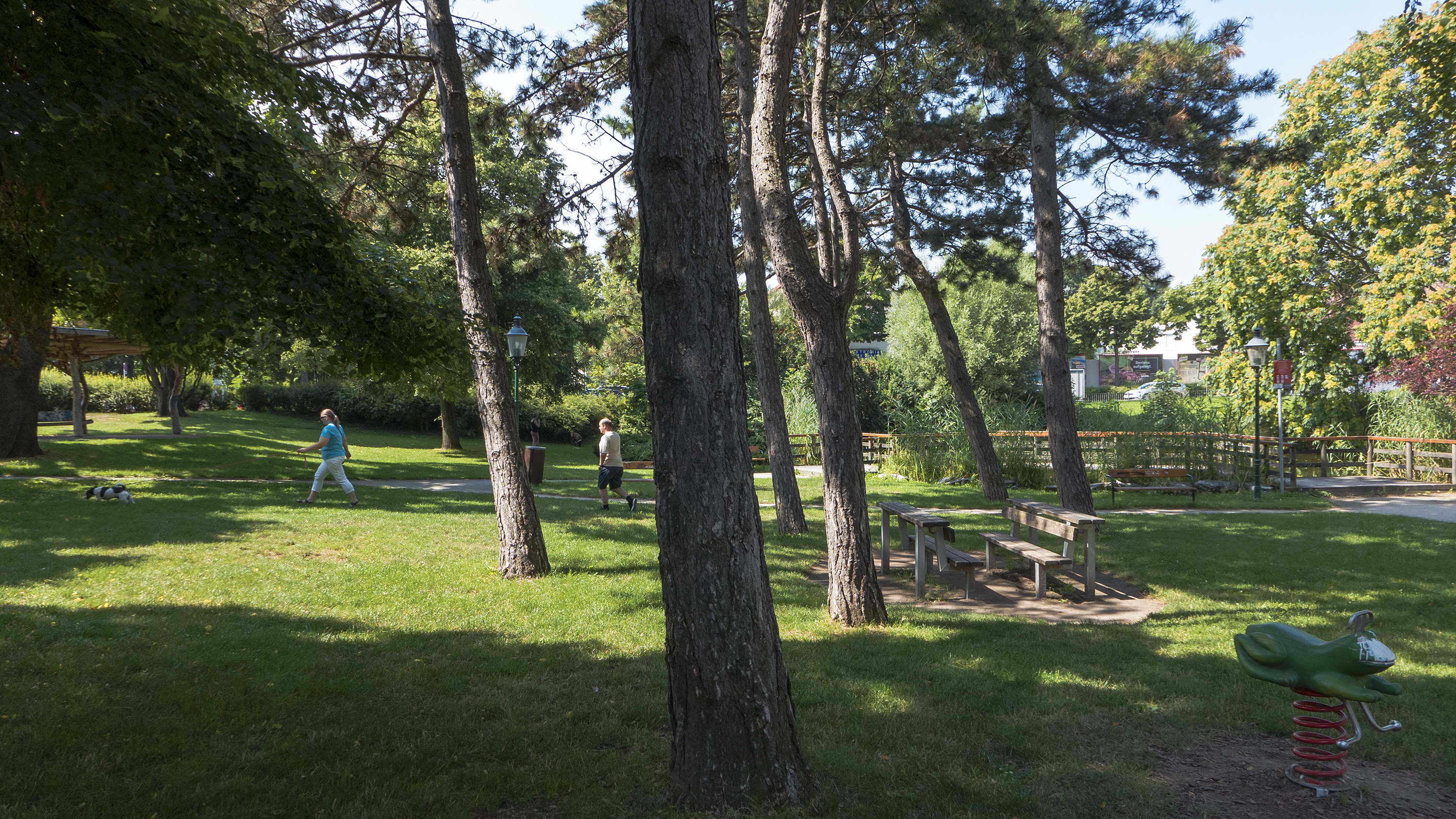
Schwarzkiefern-Gruppe

Der Bill-Grah-Park hat einen Bestand von 28 Bäumen (Stand 2017), folgende Baumarten und Zierformen sind vertreten:
- Weißbirke (Betula pendula)
- Hängeesche (Fraxinus excelsior 'Pendula')
- Zierapfel (Malus 'Van Eseltine')
- Blauglockenbaum (Paulownia tomentosa)
- Schwarzkiefer (Pinus nigra), Nadelbaumgruppe im Zentrum des Parks
- Säuleneiche (Quercus robur 'Fastigiata')
- Winterlinde (Tilia cordata)
- Stadtlinde (Tilia cordata 'Greenspire')